# Chalcomitra adelberti
El suimanga gorjiclaro (Chalcomitra adelberti) es una especie de ave paseriforme de la familia Nectariniidae propia de África occidental.